# Phorinia oblimata
Phorinia oblimata är en tvåvingeart som först beskrevs av Louis-Paul Mesnil 1944.  Phorinia oblimata ingår i släktet Phorinia och familjen parasitflugor.
Artens utbredningsområde är Guinea. Inga underarter finns listade i Catalogue of Life.